# Jesús de Nazaret

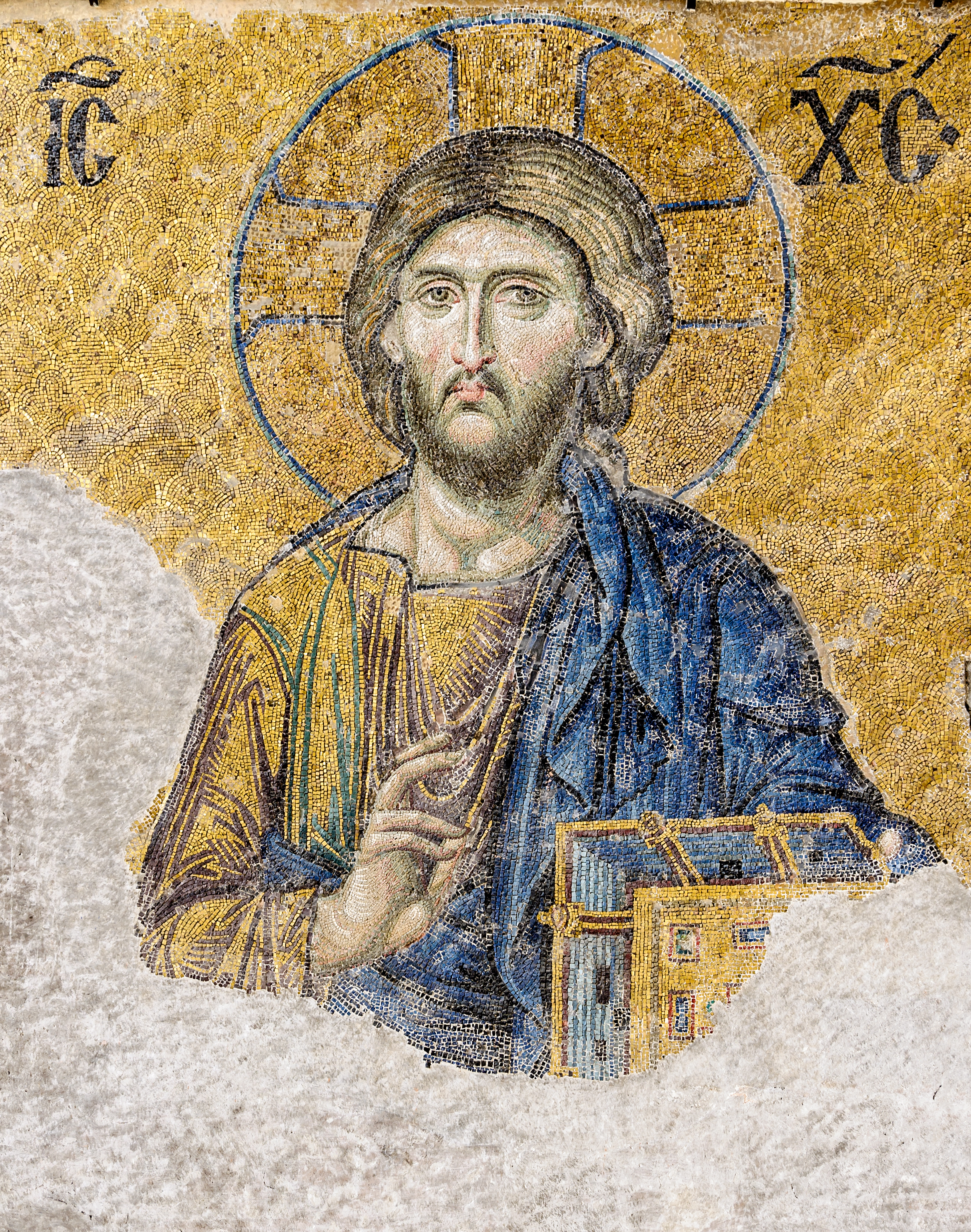
Mosaico con una representación de Jesús de Nazaret, existente en la antigua iglesia de Santa Sofía (Estambul), fechada cerca de 1280.

Jesús de Nazaret, Cristo, Jesucristo o, simplemente, Jesús  (Reino de Judá, c. 4
 a. C.-Jerusalén, 30-33 d. C.) fue un predicador y líder religioso judío. Es la figura central del cristianismo, la religión más grande del mundo y una de las más influyentes de la historia.
Desde el siglo XX hasta la actualidad, la mayoría de los historiadores que estudiaron la Edad Antigua afirman la existencia histórica de Jesús. Según la opinión mayoritariamente aceptada en medios académicos, basada en una lectura y estudio críticos de los textos sobre él, Jesús fue un predicador judío que vivió a comienzos del siglo I en las regiones de Galilea y Judea, fue circuncidado a los ocho días de nacido, fue bautizado por Juan el Bautista cuando era joven y, después, comenzó su propio ministerio. Siendo un maestro itinerante, a menudo se le llamaba «rabino».
Jesús debatió con sus compatriotas judíos sobre cómo seguir mejor a Dios, enseñaba mediante parábolas y reunía seguidores, entre los cuales destacan sus doce apóstoles. Fue arrestado en Jerusalén y juzgado por las autoridades judías, entregado al gobierno romano y crucificado por orden de Poncio Pilato, el prefecto romano de Judea. Después de su muerte, su comunidad se convirtió en la Iglesia cristiana primitiva, que se expandió como un movimiento mundial. Se hipotetiza que los relatos de sus enseñanzas y vida fueron conservados inicialmente por transmisión oral, lo que fue la fuente de los Evangelios escritos.
Su figura está presente en varias religiones. En el cristianismo, es considerado el Hijo de Dios y, para la mayoría de las denominaciones cristianas, es la encarnación de Dios Hijo. Su importancia estriba asimismo en la creencia de que, con su muerte y posterior resurrección, redimió al género humano. En el islam, donde se lo conoce como Isa, es considerado uno de los profetas más importantes, rechazando al mismo tiempo su divinidad. El judaísmo también niega su divinidad, ya que es incompatible con su concepto de Dios. En el bahaísmo, religión abrahámica monoteísta, se considera a Jesús como una «manifestación de Dios», un concepto bahaí para los profetas. Algunos hindúes consideran que Jesús es un avatar o un sadhu. Algunos budistas, incluido Tenzin Gyatso, el decimocuarto dalái lama, consideran a Jesús como un bodhisattva que dedicó su vida al bienestar de las personas.
Aunque se lo menciona en fuentes no cristianas, lo que se conoce sobre él procede casi en exclusiva de la tradición cristiana, especialmente de la utilizada para la composición de los evangelios sinópticos, redactados, según opinión mayoritaria, unos treinta o cuarenta años, como mínimo, después de su muerte. La mayoría de los estudiosos considera que, mediante el estudio de los evangelios, es posible reconstruir tradiciones que se remontan a contemporáneos de Jesús, aunque existen grandes discrepancias entre los investigadores en cuanto a los métodos de análisis de los textos y las conclusiones que de ellos pueden extraerse.

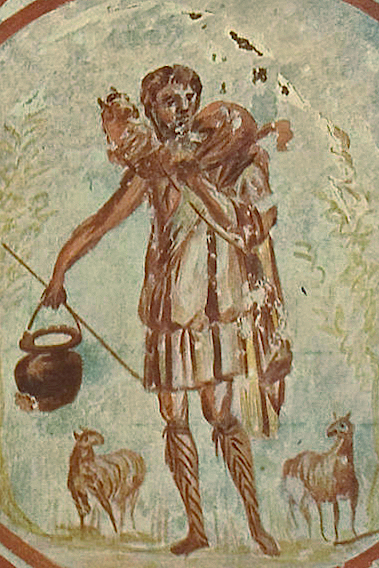
El Buen Pastor, una de las más antiguas representaciones de Jesús, pintada en el techo de las Catacumbas de San Calixto a mediados del de nuestra era.

## Jesús en el cristianismo

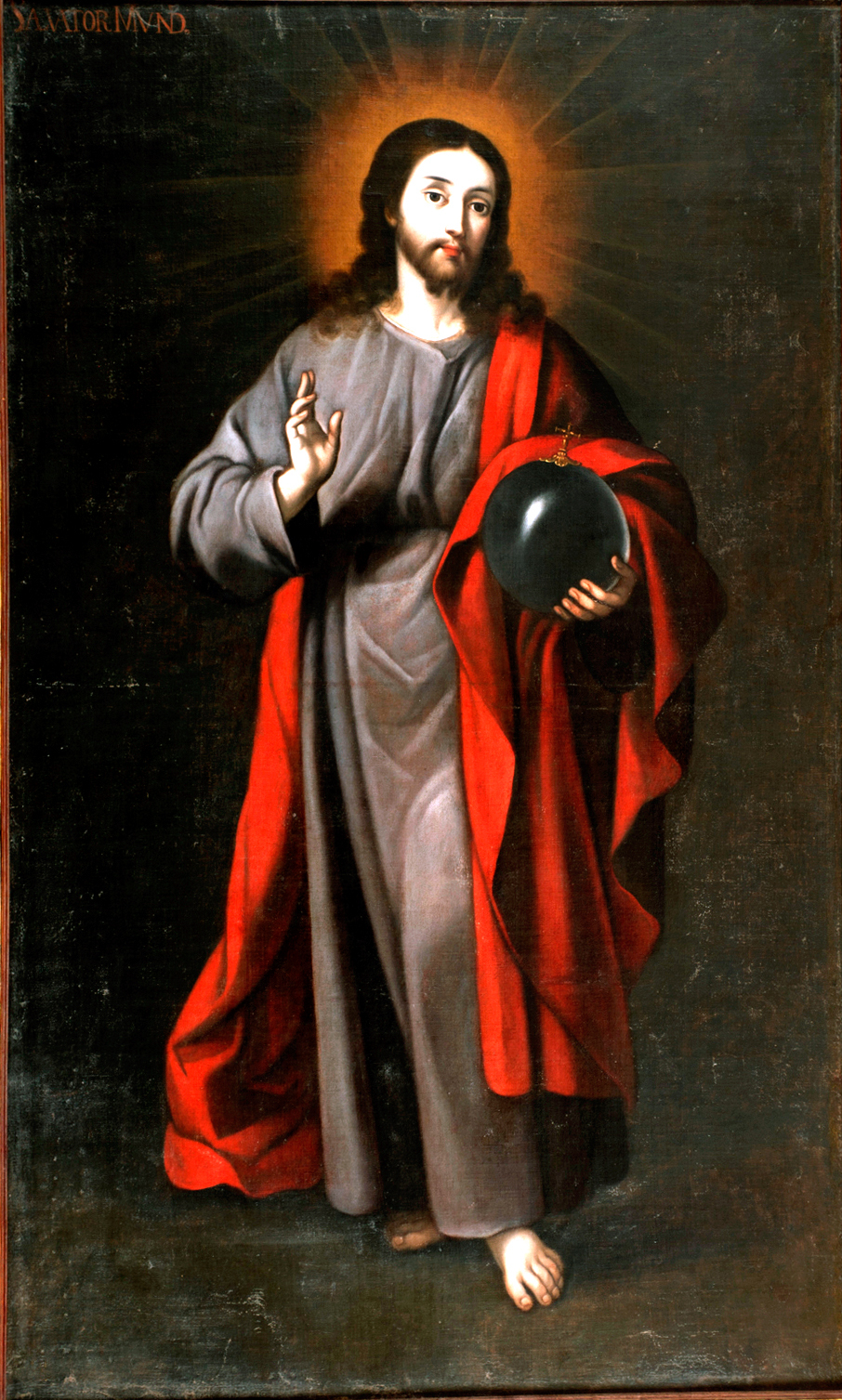
Jesucristo, salvador del mundo (siglo XVII). Colección de la Iglesia de Santa Bárbara, Bogotá, Colombia.

### Jesús en las religiones gnósticas

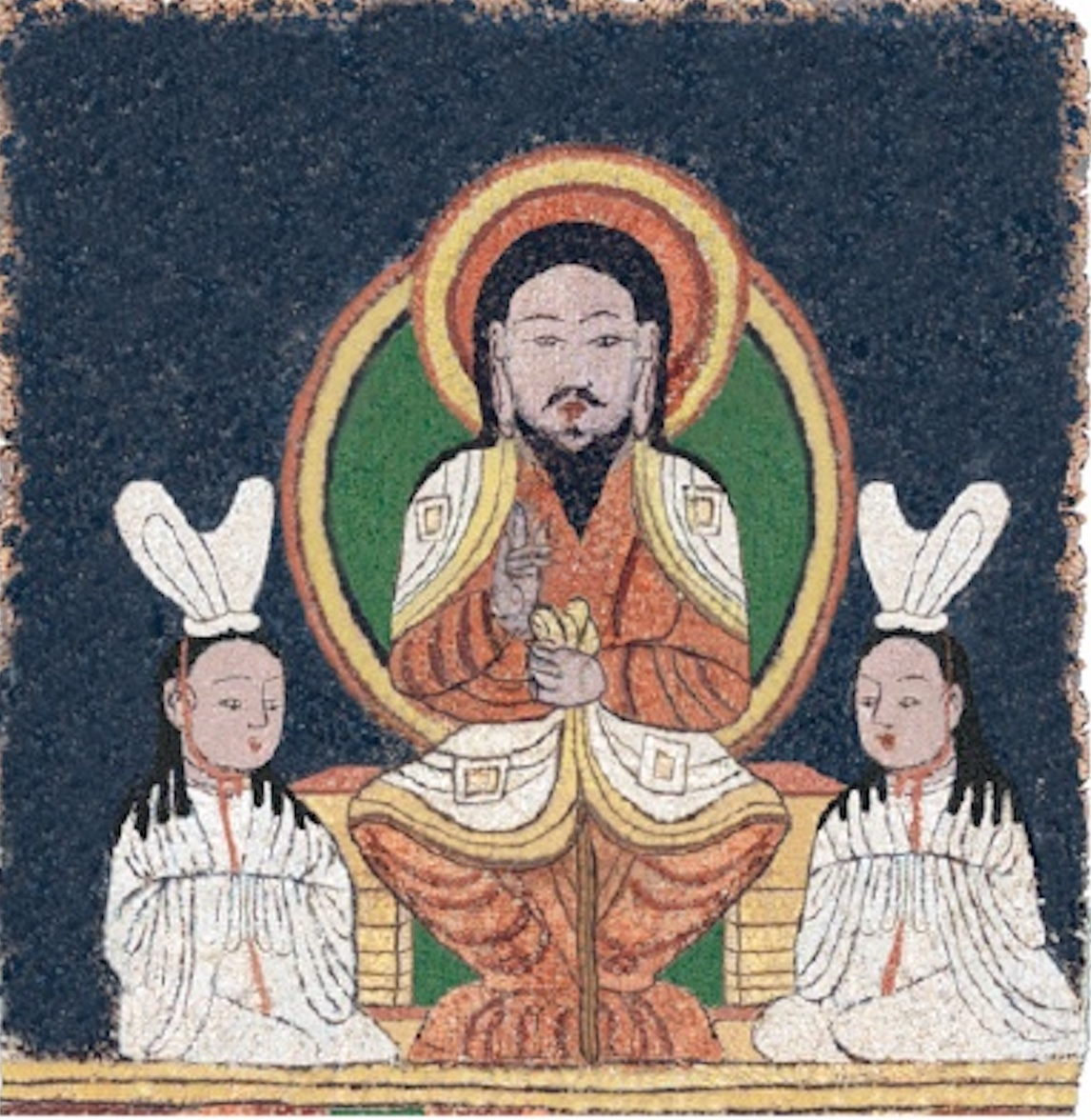
Icono de Jesús entronizado en un pendón maniqueo, descubierto en Kocho,.

### Jesús en el arte

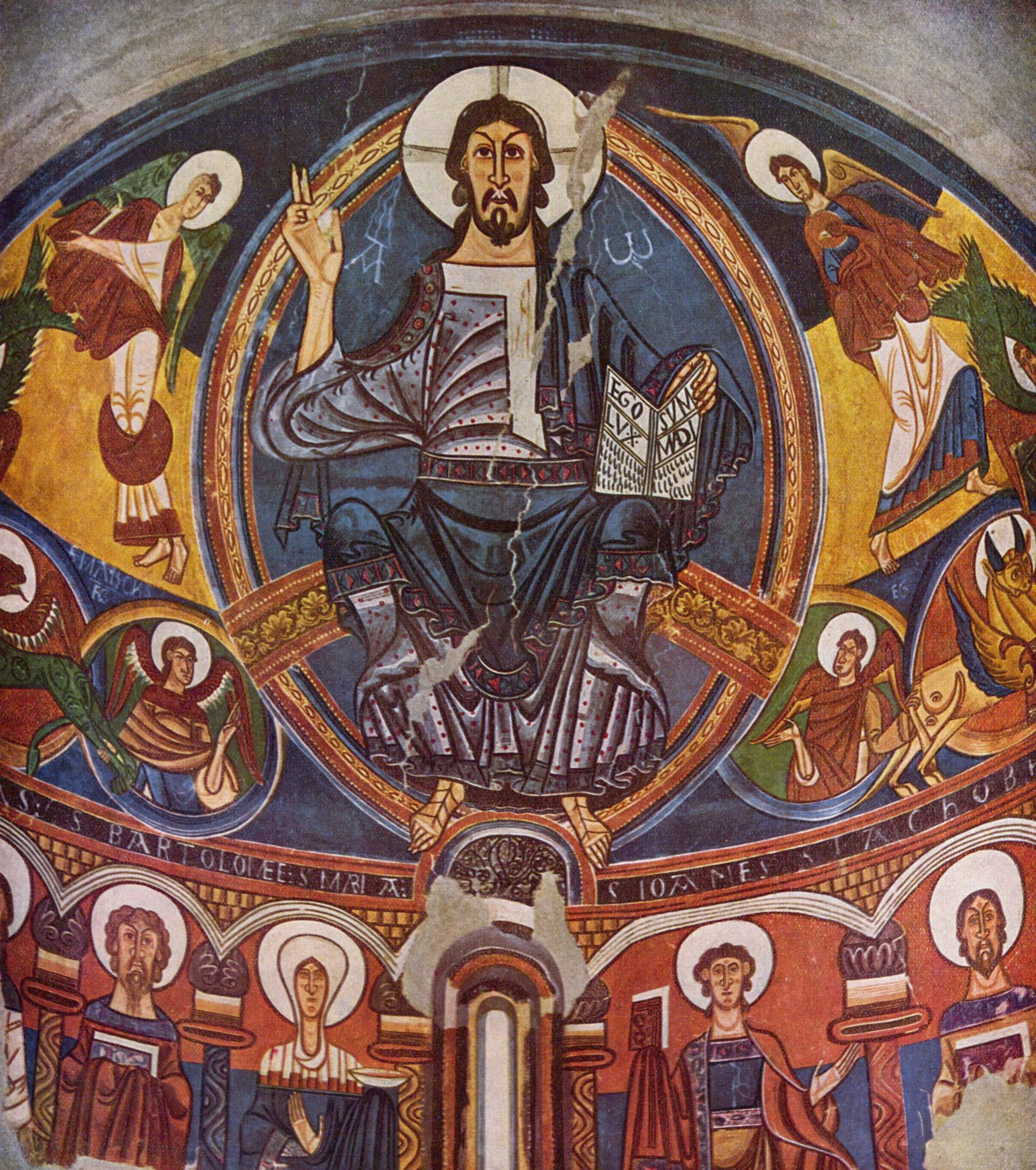
Pantocrátor rodeado por la mandorla en el ábside de San Clemente de Tahull. Flanqueando la mandorla se encuentra el tetramorfos, alegoría de los cuatro evangelios.

## Jesús en el Nuevo Testamento
Lo que figura a continuación es un relato de la vida de Jesús tal y como aparece en los cuatro evangelios incluidos en el Nuevo Testamento, considerados libros sagrados por todas las confesiones cristianas. El relato evangélico es la fuente principal para el conocimiento de Jesús, y constituye la base de las interpretaciones que de su figura hacen las diferentes ramas del cristianismo. Aunque puede contener elementos históricos, expresa fundamentalmente la fe de las comunidades cristianas en la época en que estos textos fueron escritos, y la visión que por entonces tenían de Jesús de Nazaret.

### Nacimiento e infancia

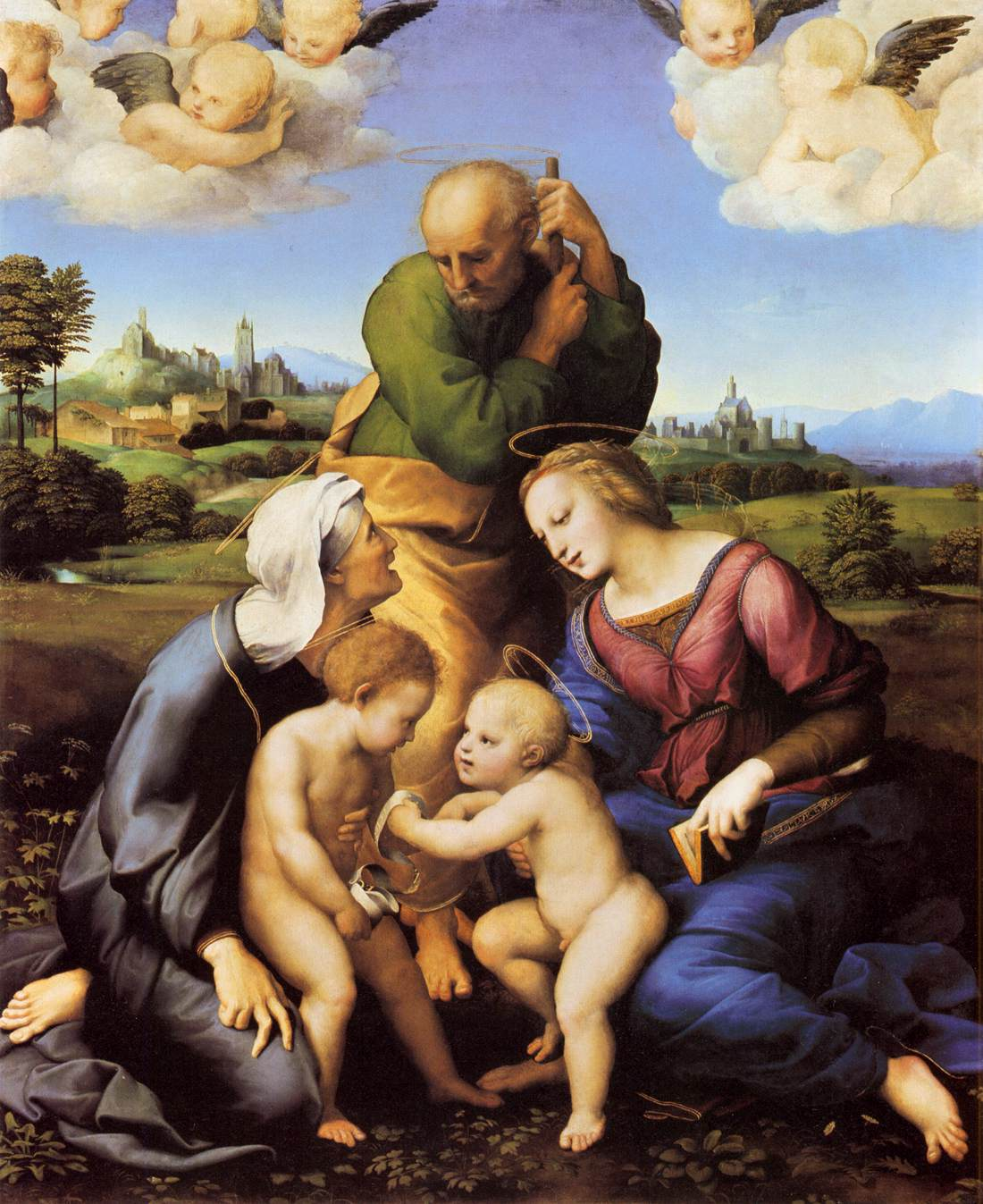
La Sagrada Familia (José, María y Jesús, con Isabel y su hijo Juan el Bautista, parientes de Jesús según el Evangelio de Lucas). Pintura de Rafael, 1507.

Los relatos referentes al nacimiento e infancia de Jesús proceden exclusivamente del Evangelio de Mateo (1,18-2,23) y del de Lucas (1,5-2,52).
No hay relatos de este tipo en los Evangelios de Marcos y Juan. Las narraciones de Mateo y Lucas difieren entre sí:
- El Evangelio de Mateo no relata ningún viaje previo al nacimiento de Jesús, por lo que se podría suponer que María y su esposo José vivían en Belén.[18] María quedó inesperadamente embarazada y José pensó en repudiarla, pero un ángel le anunció en sueños que el embarazo de María era obra del Espíritu Santo y profetizó, con palabras del profeta Isaías,[19] que su hijo será el Mesías que esperan los judíos.[20] Unos magos de Oriente en esas fechas llegaron a Jerusalén preguntando por el «rey de los judíos que acaba de nacer» con la intención de adorarlo, lo que alerta al rey de Judea, Herodes el Grande, que decide acabar con el posible rival. Los magos, guiados por una estrella, llegan a Belén y adoran al niño. De nuevo, el ángel visitó a José (Mt 2,13)[21] y le advirtió de la inminente persecución de Herodes, por lo que la familia huye a Egipto, permaneciendo allí hasta la muerte del monarca (de nuevo notificada a José por el ángel, que se le presentó así por tercera vez: Mt 2,19-29).[22] Entonces, José retornó y se instaló con su familia en Nazaret, en Galilea.[23]

- En el Evangelio de Lucas, se relata que María y José viven en la ciudad galilea de Nazaret. La historia de la concepción de Jesús se entrelaza aquí con la de Juan el Bautista ―ya que en este evangelio María e Isabel, madre del Bautista, son parientes― y el nacimiento de Jesús es notificado a María por el ángel Gabriel (lo que se conoce como Anunciación: Lc 1,26-38).[24] El emperador Augusto entonces ordena un censo en el cual cada uno debe empadronarse en su lugar de nacimiento, y José debe viajar a Belén, por ser originario de este lugar. Jesús nace en Belén mientras se encuentran de viaje y es adorado por pastores. Lucas añade además breves relatos sobre la circuncisión de Jesús, sobre su presentación en el Templo, y su encuentro con los doctores en el Templo de Jerusalén, en un viaje realizado con motivo de la Pascua, cuando contaba doce años.[Nota 12]

En los Evangelios de Mateo y de Lucas aparece la genealogía de Jesús (Mt 1, 2-16; Lc 3, 23-38).
La de Mateo se remonta al patriarca Abraham, y la de Lucas a Adán, el primer hombre según el Génesis. Estas dos genealogías son idénticas entre Abraham y David, pero difieren a partir de este último, ya que la de Mateo hace a Jesús descendiente de Salomón, mientras que, según Lucas, su linaje procedería de Natam, otro de los hijos de David. En ambos casos, lo que se muestra es la ascendencia de José, a pesar de que, según la Biblia, este solo habría sido el padre adoptivo de Jesús.
Su nombre de nacimiento en hebreo era Yē'šūa (ישו) y significa "Yahveh es salvación". Dicho nombre era muy común, por lo que se encuentran varios personajes de la Biblia llamados así, entre ellos Josué (Yehō'šūa), quien sucedió a Moisés, lideró la conquista a Canaán y fungió como Juez de los israelitas. Este nombre llegó al español desde el arameo Yēšū’a, a través del griego Ἰησοῦς y del latín Iesvs; por lo tanto, Josué es una adaptación hebreo-aramea, mientras Jesús es una aproximación griega. En Galilea Jesús era conocido como Yēšūa ben Yoséf (Jesús/Josué hijo de José). 
De acuerdo con David Flusser y Shmuel Safrai, el nombre Yēšūa se habría pronunciado Yēšú durante el siglo I. Al parecer, los galileos no pronunciaban la ayin (ע) al final de palabra, de ahí que la transcripción griega omita la "a", y se tengan tres versiones, incluso con el mismo evangelista. En el Nuevo Testamento Jesús es mencionado como Iēsoû (Ἰησοῦ), Iēsoûn (Ἰησοῦν) y como Iēsoûs (Ἰησοῦς), siendo la "s" final una partícula griega que indica a un varón, mostrando además una helenización del nombre.

### Bautismo y tentaciones

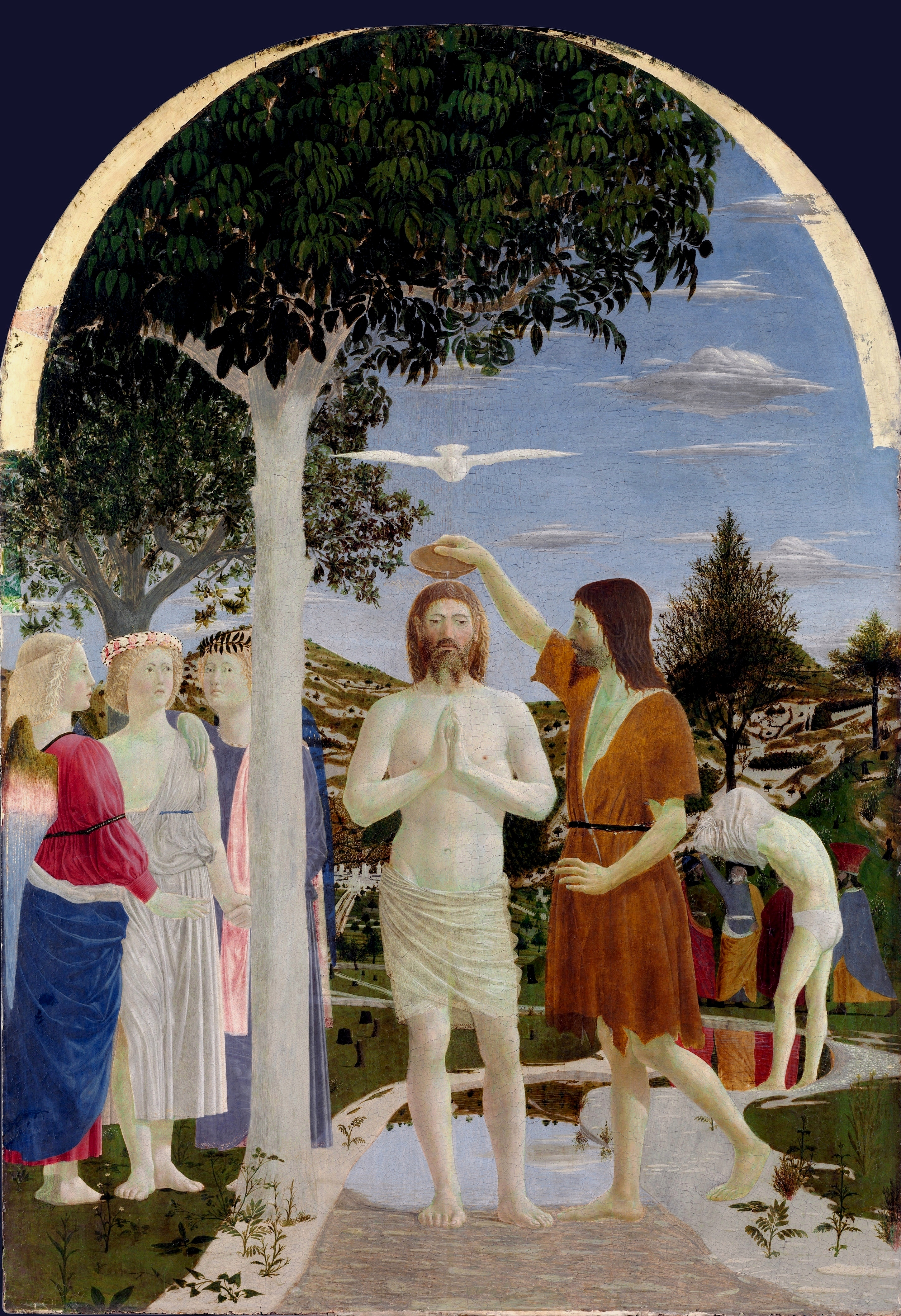
Bautismo de Cristo, pintura de Piero della Francesca.

La llegada de Jesús fue profetizada por Juan el Bautista (su primo, según el Evangelio de Lucas), por quien Jesús fue bautizado en el río Jordán. Durante el bautismo, el Espíritu Santo, en forma de paloma, descendió sobre Jesús, y se escuchó la voz de Dios.
Según los evangelios sinópticos, el Espíritu condujo a Jesús al desierto, donde ayunó durante cuarenta días y superó las tentaciones a las que fue sometido por el Demonio.
No se menciona este episodio en el Evangelio de Juan. Después Jesús marchó a Galilea, se estableció en Cafarnaún, y comenzó a predicar la llegada del Reino de Dios.

### Vida pública

Galilea, Judea y regiones vecinas durante el ministerio de Jesús.

Acompañado por sus seguidores, Jesús recorrió las regiones de Galilea y Judea predicando el evangelio y realizando numerosos milagros. El orden de los hechos y dichos de Jesús varía según los diferentes relatos evangélicos. Tampoco se indica cuánto tiempo duró la vida pública de Jesús, aunque el Evangelio de Juan menciona que Jesús celebró la fiesta anual de la Pascua judía (Pésaj) en Jerusalén en tres ocasiones. En cambio los evangelios sinópticos mencionan solo la fiesta de Pascua en la que Jesús fue crucificado.
Gran parte de los hechos de la vida pública de Jesús narrados en los evangelios tienen como escenario la zona septentrional de Galilea, en las cercanías del mar de Tiberíades, o lago de Genesaret, especialmente la ciudad de Cafarnaúm, pero también otras, como Corozaín o Betsaida.
También visitó, en el sur de la región, localidades como Caná o Naín, y la aldea en la que se había criado, Nazaret, donde fue recibido con hostilidad por sus antiguos convecinos.
Su predicación se extendió también a Judea (según el Evangelio de Juan, visitó Jerusalén en tres ocasiones desde el comienzo de su vida pública), y estuvo en Jericó y Betania (donde resucitó a Lázaro).
Escogió a sus principales seguidores (llamados en los evangelios «apóstoles»; en griego, ‘enviados’), en número de doce, de entre el pueblo de Galilea. En los sinópticos se menciona la lista siguiente: Simón, llamado Pedro y su hermano Andrés; Santiago el de Zebedeo y su hermano Juan; Felipe y Bartolomé; Tomás y Mateo el publicano; Santiago el de Alfeo y Tadeo; Simón el Zelote y Judas Iscariote, el que posteriormente traicionaría a Jesús (Mt 10,2-4; Mc 3,16-19; Lc 6, 13-16).
Algunos de ellos eran pescadores, como las dos parejas de hermanos formadas respectivamente por Pedro y Andrés, y Juan y Santiago.
Mateo se identifica generalmente con Leví el de Alfeo, un publicano de quien en los tres sinópticos se relata brevemente cómo fue llamado por Jesús (Mt 9,9; Mc 2,14; Lc 5,27-28), lo que acarreó a Jesús numerosos reproches de los fariseos.
El Evangelio de Juan solo menciona los nombres de nueve de los apóstoles, aunque en varios pasajes hace referencia a que eran doce.
Predicó tanto en sinagogas como al aire libre, y las muchedumbres se congregaban para escuchar sus palabras. Entre sus discursos, destaca el llamado Sermón de la Montaña, en el Evangelio de Mateo (Mt 5-7). Utilizó a menudo parábolas para explicar a sus seguidores el Reino de Dios. Las parábolas de Jesús son breves relatos cuyo contenido es enigmático (a menudo han de ser después explicadas por Jesús). Tienen en general un contenido escatológico y aparecen exclusivamente en los evangelios sinópticos. Entre las más conocidas están la parábola del sembrador (Mt 13,3-9; Mc 4,3-9; Lc 8,5-8), cuyo significado explica Jesús a continuación; la de la semilla que crece (Mc 4,26-29); la del grano de mostaza (Mt 13,31-32; Mc 4,30-32), la del trigo y la cizaña (Mt 13,24-30), la de la oveja perdida (Mt 18,12-14; Lc 15,3-7), la de la moneda perdida (Lc 15,8-10), la del siervo despiadado (Mt 18, 23-35), la de los obreros enviados a la viña (Mt 20,1-16), la de los dos hijos (Mt 21,28-32), la de los viñadores homicidas (Mt 21,33-42; Mc 12,1-11; Lc 20,9-18); la de los invitados a la boda (Mt 22, 1-14), la de las diez vírgenes (Mt 25,1-13), la de los talentos (Mt 25,14-30; Lc 19,12-27) y la del juicio final (Mt 25,31-46). Dos de las más conocidas aparecen solo en el Evangelio de Lucas: se trata de la parábola del buen samaritano (Lc 10,30-37) y la del hijo pródigo (Lc 15,11-32). En las parábolas, Jesús utiliza frecuentemente imágenes relacionadas con la vida campesina.
Mantuvo controversias con miembros de algunos de los más importantes grupos religiosos del judaísmo, y muy especialmente con los fariseos, a quienes acusó de hipocresía y de no cuidar lo más importante de la Torá: la justicia, la compasión y la lealtad (Mt 12, 38-40; Lc 20, 45-47).
La autenticidad de su mensaje radicaba en la insistencia en el amor a los enemigos (Mt 5,38-48; Lc 6, 27-36) así como en su relación estrechísima con Dios, a quien llamaba en arameo con la expresión familiar Abba (Padre) que ni Marcos (Mc 14,36) ni Pablo (Rm 8, 15; Gal 4, 6) traducen. Se trata de un dios cercano que busca a los marginados, a los oprimidos (Lc 4, 18) y a los pecadores (Lc 15) para ofrecerles su misericordia. La oración del padrenuestro (Mt 6,9-13: Lc 11,1-4), que recomendó utilizar a sus seguidores, es clara expresión de esta relación de cercanía con Dios antes mencionada.

### Milagros relatados en los evangelios

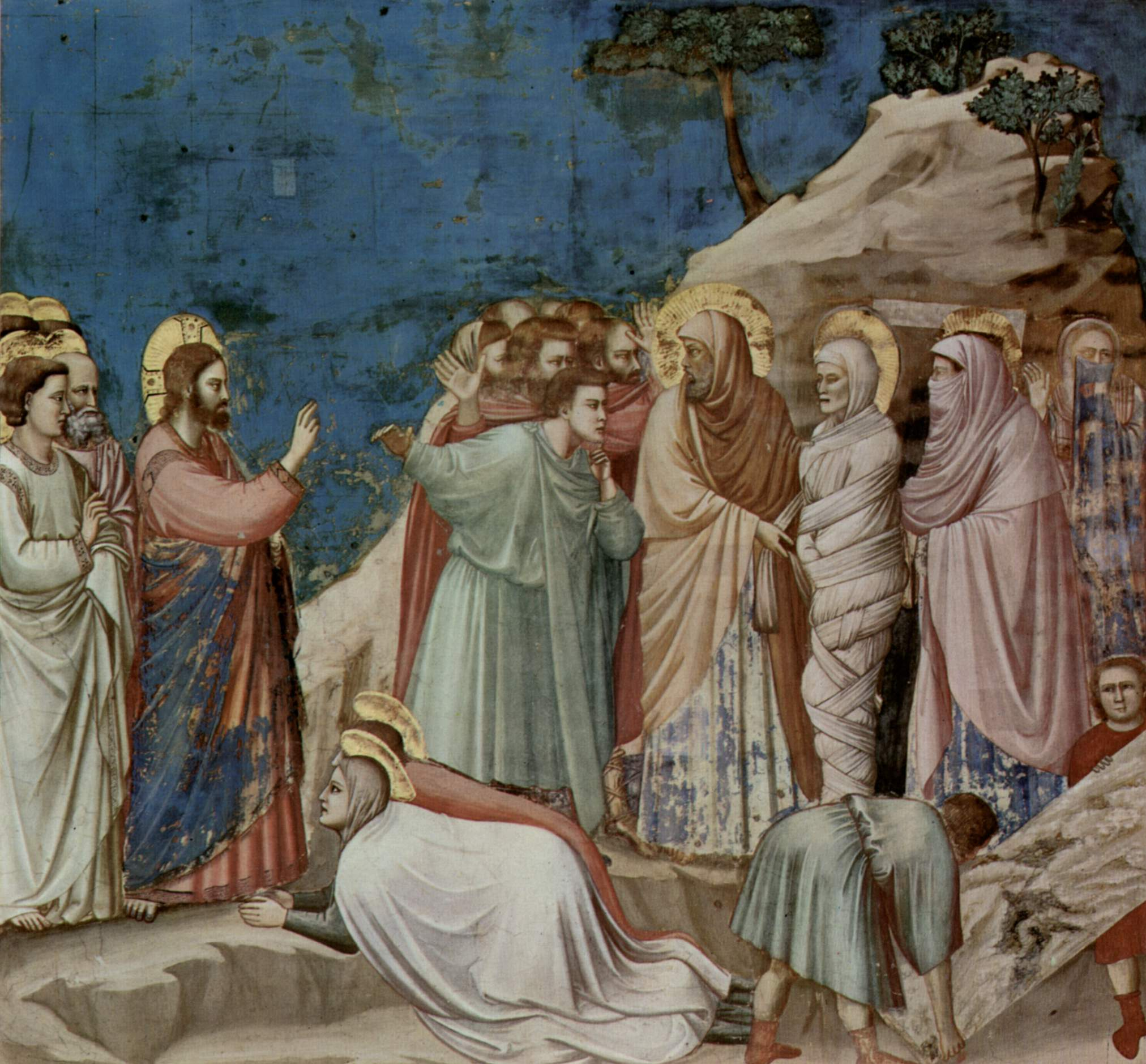
La resurrección de Lázaro por Giotto di Bondone (siglo).

Según los evangelios, durante su ministerio Jesús realizó varios milagros. En total, en los cuatro evangelios canónicos se narran veintisiete milagros, de los cuales catorce son curaciones de distintas enfermedades, cinco exorcismos, tres resurrecciones, dos prodigios de tipo natural y tres signos extraordinarios.
- Los evangelios narran las siguientes curaciones milagrosas obradas por Jesús:

1. Sanó la fiebre de la suegra de Pedro, en su casa en Cafarnaúm, tomándola de la mano (Mc 1,29-31; Mt 5,14-15; Lc 4,38-39);
2. Sanó a un leproso galileo mediante la palabra y el contacto de su mano (Mc 1,40-45; Mt 8,1-4; Lc 5,12-16);
3. Sanó a un paralítico en Cafarnaúm que le fue presentado en una camilla y al que había perdonado sus pecados, ordenándole que se levantara y se fuera a su casa (Mc 2, 1-12; Mt 9,1-8; Lc 5,17-26);
4. Sanó a un hombre con la mano seca en sábado en una sinagoga, mediante la palabra (Mc 3,1-6; Mt 12,9-14;Lc 6,6-11);
5. Sanó a una mujer que padecía flujo de sangre, que sanó al tocar el vestido de Jesús (Mc 5,25-34; Mt 9,18-26; Lc 8,40-56);
6. Sanó a un sordomudo en la Decápolis metiéndole los dedos en los oídos, escupiendo, tocándole la lengua y diciendo: «Effatá», que significaría ‘ábrete’ (Mc 7,31-37);
7. Sanó a un ciego en Betsaida poniéndole saliva en los ojos e imponiéndole las manos (Mc 8,22-26);
8. Sanó a Bartimeo, el ciego de Jericó (Mt 20,29-34; Mc 10,46-52; Lc 18,35-45);
9. Sanó a distancia al criado del centurión de Cafarnaúm (Mt 8,5-13, Lc 7,1-10, Jn 4,43-54; Jn 4,43-54);
10. Sanó a una mujer que estaba encorvada y no podía enderezarse, mediante la palabra y la imposición de manos (Lc 13,10-17). Esta curación tuvo lugar también en sábado y en una sinagoga;
11. Sanó a un hidrópico en sábado, en casa de uno de los principales fariseos (Lc 14, 1-6).
12. Sanó a diez leprosos, que encontró de camino a Jerusalén, mediante la palabra (Lc 17,11-19).
13. Sanó a un hombre que llevaba treinta y ocho años enfermo, en Jerusalén, en sábado (Jn 5,1-9).
14. Sanó a un ciego de nacimiento untándolo con lodo y saliva, tras lo cual le ordenó lavarse en la piscina de Siloé (Jn 9,1-12).
15. Sanó la oreja de un siervo del sumo sacerdote (Lc 22,51).

- En los evangelios canónicos aparecen cinco relatos de expulsiones de espíritus impuros (exorcismos) realizados por Jesús:

1. Expulsó a un demonio en la sinagoga de Cafarnaúm (Mc 1,21-28; Lc 4,31-37);
2. Expulsó a otro en la región de Gerasa (Mt 8,28-34; Mc 5,1-21; Lc 8,26-39);
3. Expulsó a otro que poseía a la hija de una mujer sirofenicia (Mt 15,21-28; Mc 7,24-30);
4. Expulsó a otro que atormentaba a un epiléptico (Mt 17,20-24; Mc 9,14-27; Lc 9,37-43);
5. Expulsó a un «demonio mudo» (Lc 11,14; Mt 12,22).

Además, hay varios pasajes que hacen referencia de modo genérico a exorcismos de Jesús (Mc 1,32-34;Mc 3,10-12).
- Según los evangelios, Jesús obró tres resurrecciones:

1. Resucitó a una niña de doce años, la hija de Jairo (Mc 5,21-24, Mt 9,18-26, Lc 8,40-56). Jesús afirmó que la niña no estaba muerta, sino solo dormida (Mt 9,24;Mc 5,39;Lc 8,52).
2. Resucitó al hijo de la viuda de Naín (Lc 7,11-17).
3. Resucitó a Lázaro de Betania (Jn 11,1-44).

- Jesús obró también, según los evangelios, dos prodigios de tipo natural, en los que se pone de manifiesto la obediencia de las fuerzas naturales (el mar y el viento) a su autoridad.

1. Jesús ordenó a la tempestad que se calme y esta obedece (Mt 8,23-27; Mc 4,35-41; Lc 8,22-25).
2. Jesús caminó sobre las aguas (Mt 14,22-33; Mc 6,45-52; Jn 6,16-21).

- Tres signos extraordinarios, que tienen un sentido acusadamente simbólico:

1. Multiplicación de los panes y los peces. Es el único de todos los milagros de Jesús que es registrado por todos los evangelios (Mc 6,32-44; Mt|14,13-21; Lc 9,10-17; Jn 6,1-13). Ocurre en dos ocasiones según el Evangelio de Marcos (8,1-10) y el Evangelio de Mateo (15,32-39);
2. la pesca milagrosa (Lc 5,1-11; Jn 21,1-19);
3. la conversión del agua en vino en las bodas de Caná (Jn 2,1-11).

En esos tiempos, los escribas, fariseos y otros, atribuyeron a una confabulación con Belcebú este poder de expulsar a los demonios. Jesús se defendió enérgicamente de estas acusaciones. Según los relatos evangélicos, Jesús no solo tenía el poder de expulsar demonios, sino que transmitió ese poder a sus seguidores.
Incluso se menciona el caso de un hombre que, sin ser seguidor de Jesús, expulsaba con éxito demonios en su nombre.

### Transfiguración

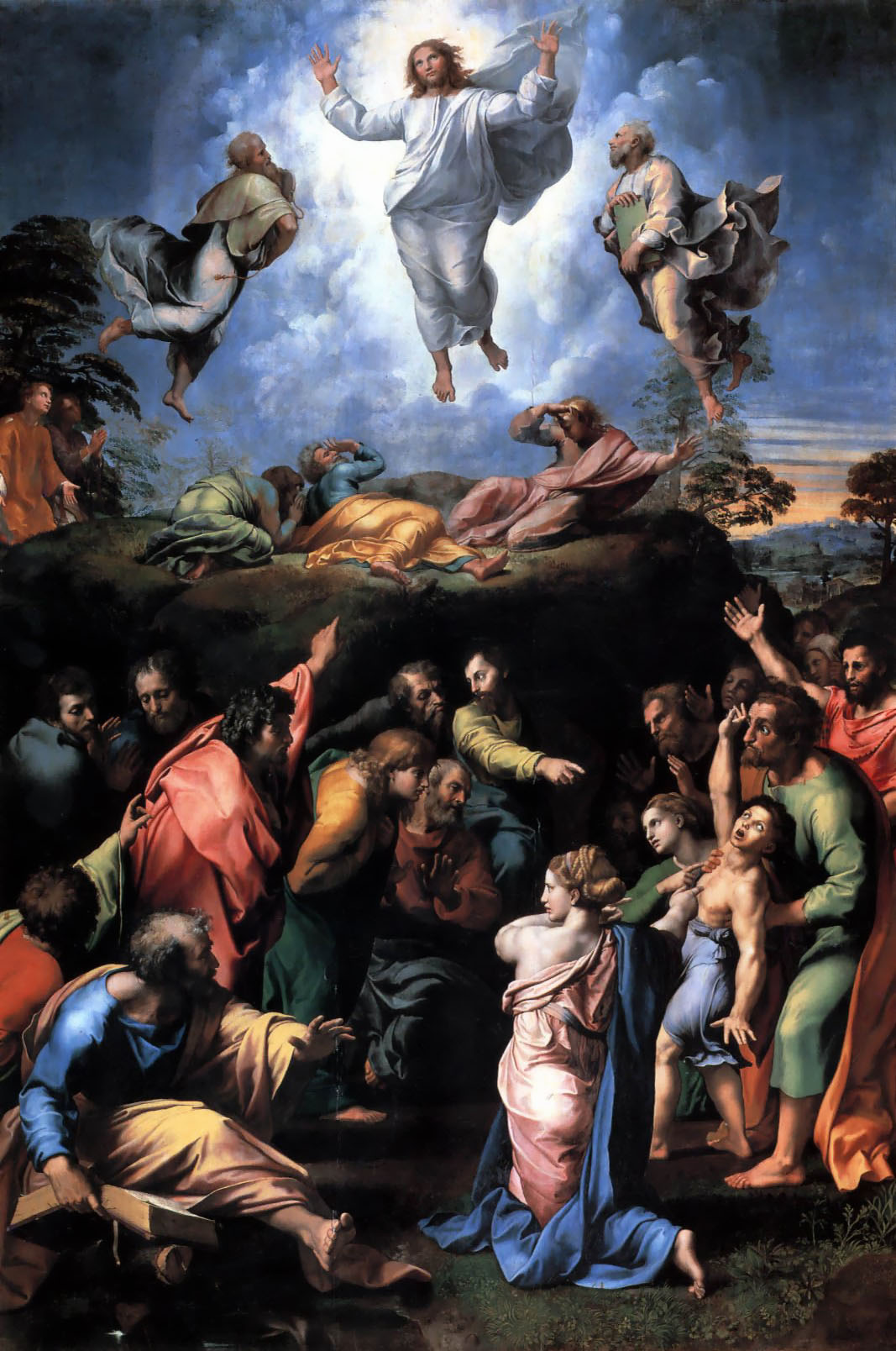
Transfiguración de Jesús, por Rafael (siglo).

Los evangelios sinópticos relatan que Jesús subió a un monte a orar con algunos de los apóstoles, y mientras oraba se transformó el aspecto de su rostro, y su vestido se volvió blanco y resplandeciente. Aparecieron junto a él Moisés y Elías. Los apóstoles dormían mientras tanto, pero al despertar vieron a Jesús junto a Moisés y Elías. Pedro sugirió que hicieran tres tiendas: para Jesús, Moisés y Elías. Entonces apareció una nube y se oyó una voz celestial, que dijo: «Este es mi Hijo elegido, escuchadle». Los discípulos no contaron lo que habían visto.

#### Arqueología

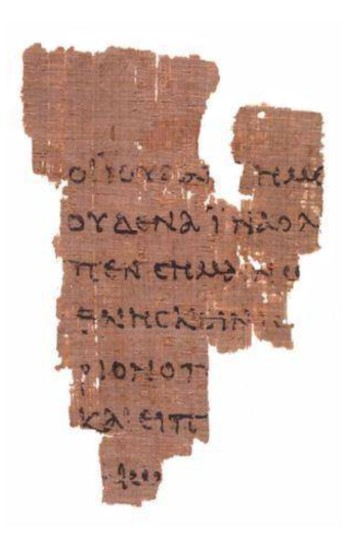
Papiro P52, Rylands 457.

#### Marco histórico

Situación geopolítica del Reino de Judea en el año 89 a. C., antes de la primera guerra mitridática y la intervención romana.

Reino de Judea como protectorado romano bajo Herodes (37 a. C. - 4 a. C.).

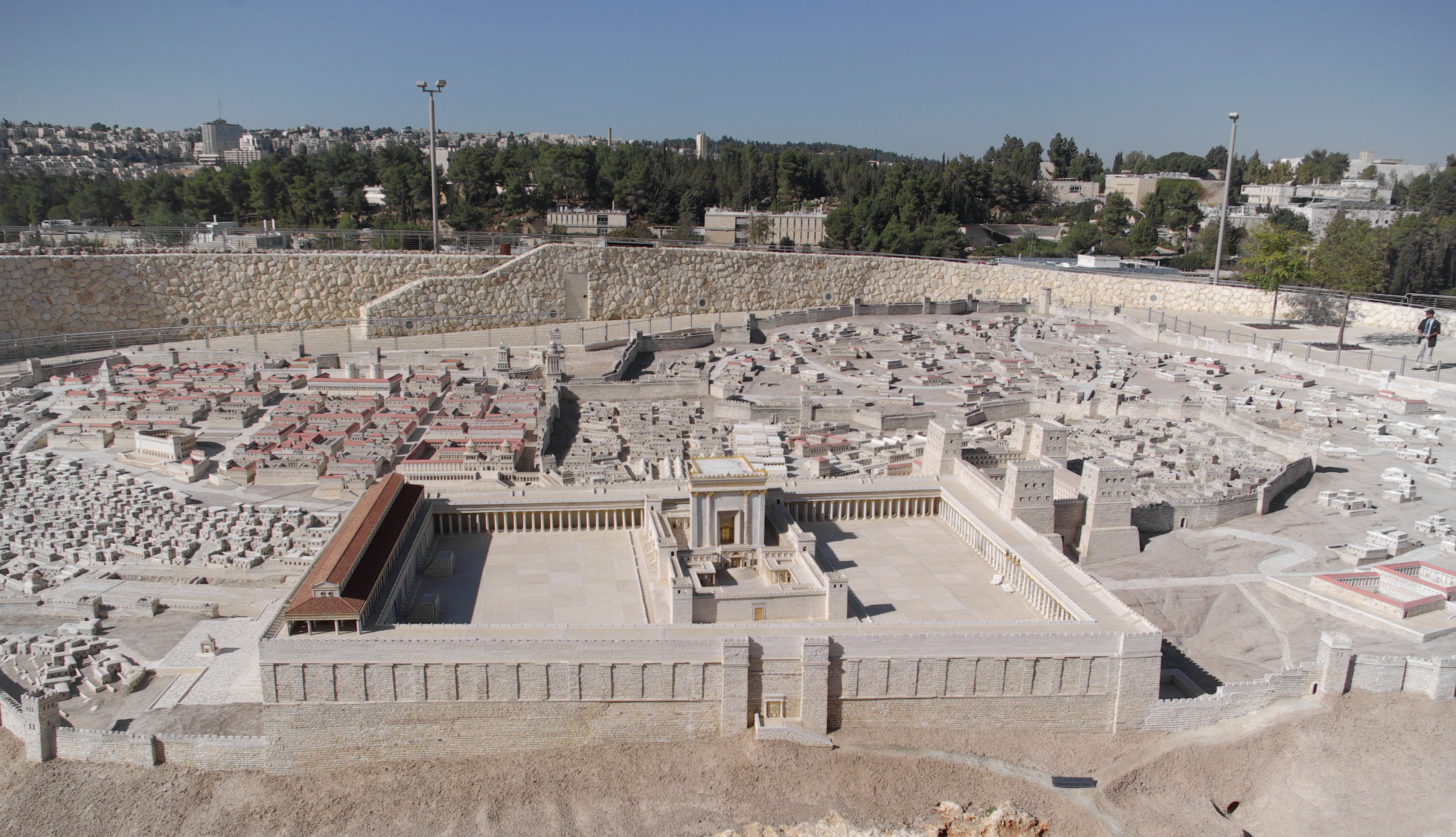
Reconstrucción hipotética de la ciudad de Jerusalén (siglo).

### Pasión

#### Entrada en Jerusalén y purificación del Templo

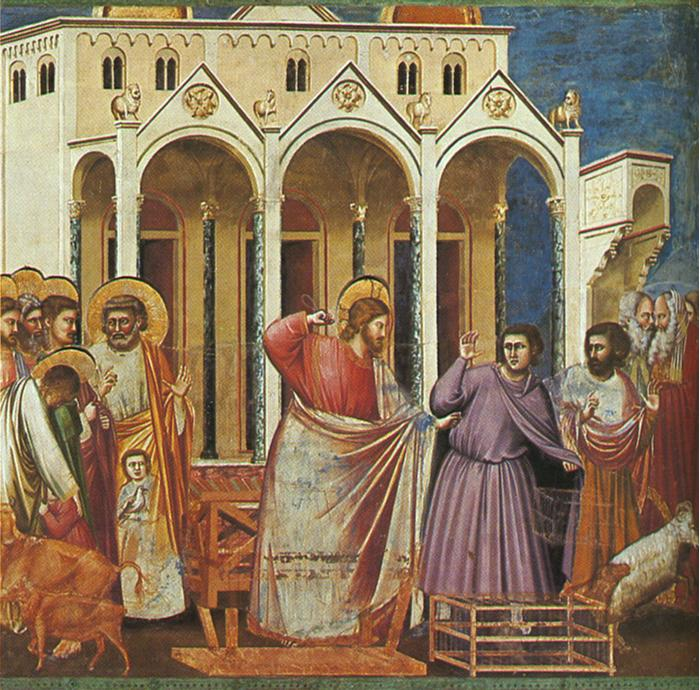
Expulsión de los mercaderes del templo, según la interpretación de Giotto (siglos -).

Según los cuatro evangelios, Jesús fue con sus seguidores a Jerusalén para celebrar allí la fiesta de Pascua. Entró a lomos de un asno, para que se cumplieran las palabras del profeta Zacarías (Zc 9, 9: «He aquí que tu rey viene a ti, manso y montado sobre un asno, sobre un pollino hijo de una bestia de carga»). Fue recibido por una multitud, que lo aclamó como «hijo de David» (en cambio según el Evangelio de Lucas fue aclamado solamente por sus discípulos).
En el Evangelio de Lucas y en el de Juan, Jesús es aclamado como rey.
Según los evangelios sinópticos, a continuación fue al Templo de Jerusalén, y expulsó de allí a los cambistas y a los vendedores de animales para los sacrificios rituales (el Evangelio de Juan, en cambio, sitúa este episodio al comienzo de la vida pública de Jesús, y lo relaciona con una profecía sobre la destrucción del Templo).
Vaticinó la destrucción del Templo y otros acontecimientos futuros.

#### Unción en Betania y última cena

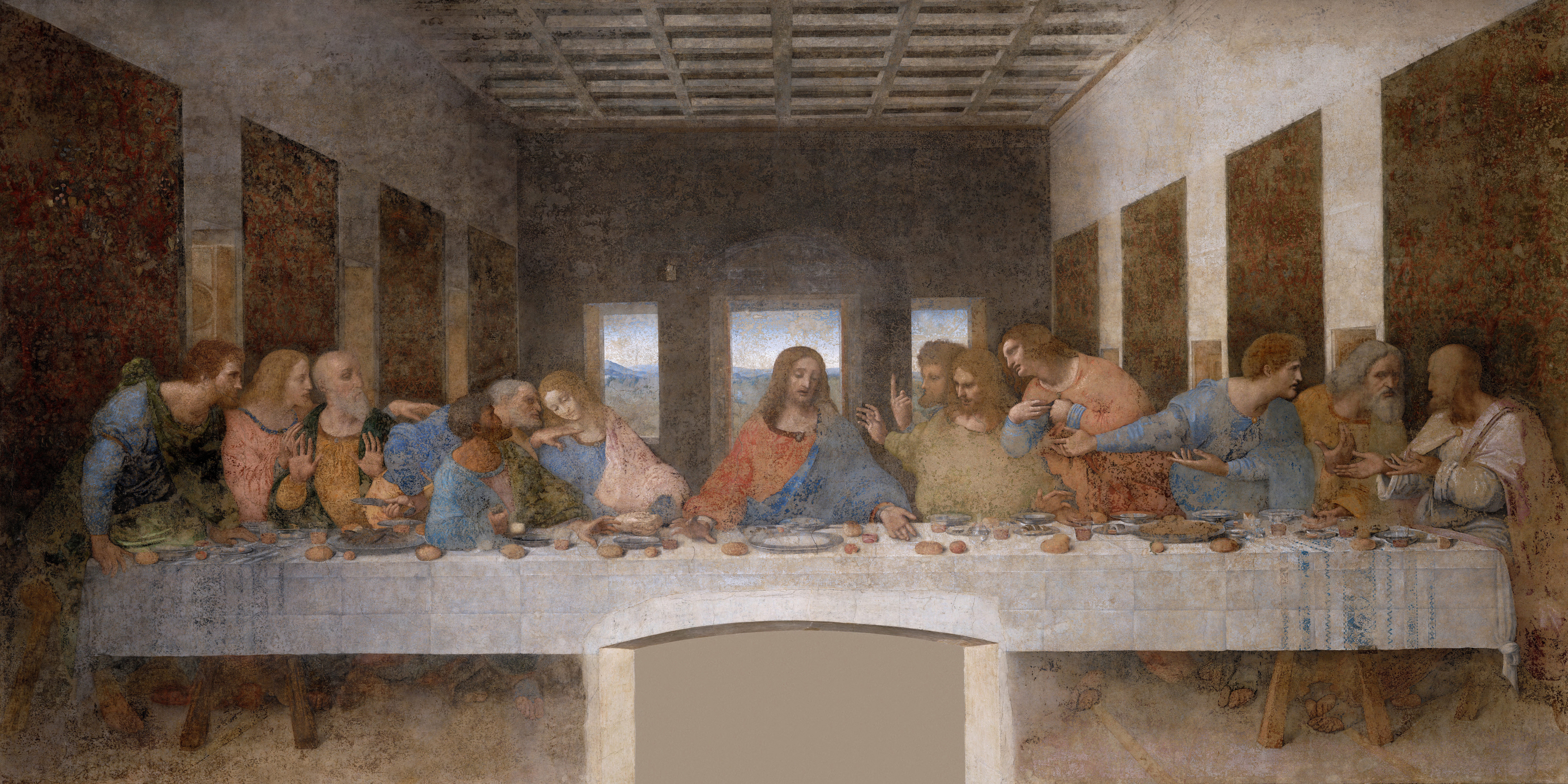
La última cena, de Leonardo da Vinci.

En Betania, cerca de Jerusalén, fue ungido con perfumes por una mujer.
Según los sinópticos, la noche de Pascua cenó en Jerusalén con los Apóstoles, en lo que la tradición cristiana designa como la última cena. En el transcurso de esta cena pascual, Jesús predijo que sería traicionado por uno de los Apóstoles, Judas Iscariote. Tomó pan en las manos, diciendo «Tomad y comed, este es mi cuerpo» y, a continuación, cogiendo un cáliz de vino, dijo: «Bebed de él todos, porque esta es la sangre de la Alianza, que será derramada por la multitud para la remisión de los pecados».
Profetizó también, según los sinópticos, que no volvería a beber vino hasta que no lo bebiera de nuevo en el Reino de Dios.

#### Arresto
Tras la cena, según los sinópticos, Jesús y sus discípulos fueron a orar al huerto de Getsemaní. Los apóstoles, en lugar de orar, se quedaron dormidos, y Jesús sufrió un momento de fuerte angustia con respecto a su destino, aunque decidió acatar la voluntad de Dios.
Judas había efectivamente traicionado a Jesús, para entregarlo a los príncipes de los sacerdotes y los ancianos de Jerusalén a cambio de treinta piezas de plata.
Acompañado de un grupo armado de espadas y garrotes, enviado por los príncipes de los sacerdotes y los ancianos, llegó a Getsemaní y reveló la identidad de Jesús besándole la mejilla. Jesús fue arrestado. Por parte de sus seguidores hubo un conato de resistencia, pero finalmente todos se dispersaron y huyeron.

#### Juicio
Tras su detención, Jesús fue llevado al palacio del sumo sacerdote Caifás. Allí fue juzgado ante el Sanedrín. Se presentaron falsos testigos, pero como sus testimonios no coincidían no fueron aceptados. Finalmente, Caifás preguntó directamente a Jesús si era el Mesías, y Jesús dijo: «Tú lo has dicho». El sumo sacerdote se rasgó las vestiduras ante lo que consideraba una blasfemia. Los miembros del Sanedrín escarnecieron cruelmente a Jesús.
En el Evangelio de Juan, Jesús fue llevado primero ante Anás, suegro de Caifás, y luego ante este último. Solo se detalla el interrogatorio ante Anás, bastante diferente del que aparece en los sinópticos.
Pedro, que había seguido a Jesús en secreto tras su detención, se encontraba oculto entre los sirvientes del sumo sacerdote. Reconocido como discípulo de Jesús por los sirvientes, le negó tres veces (dos según el Evangelio de Juan), como Jesús le había profetizado.
A la mañana siguiente, Jesús fue llevado ante Poncio Pilato, el procurador romano. Tras interrogarle, Pilato no le halló culpable, y pidió a la muchedumbre que eligiera entre liberar a Jesús o a un conocido bandido, llamado Barrabás. La multitud, persuadida por los príncipes de los sacerdotes, pidió que se liberase a Barrabás, y que Jesús fuese crucificado. Pilato se lavó simbólicamente las manos para expresar su inocencia de la muerte de Jesús.

#### Crucifixión

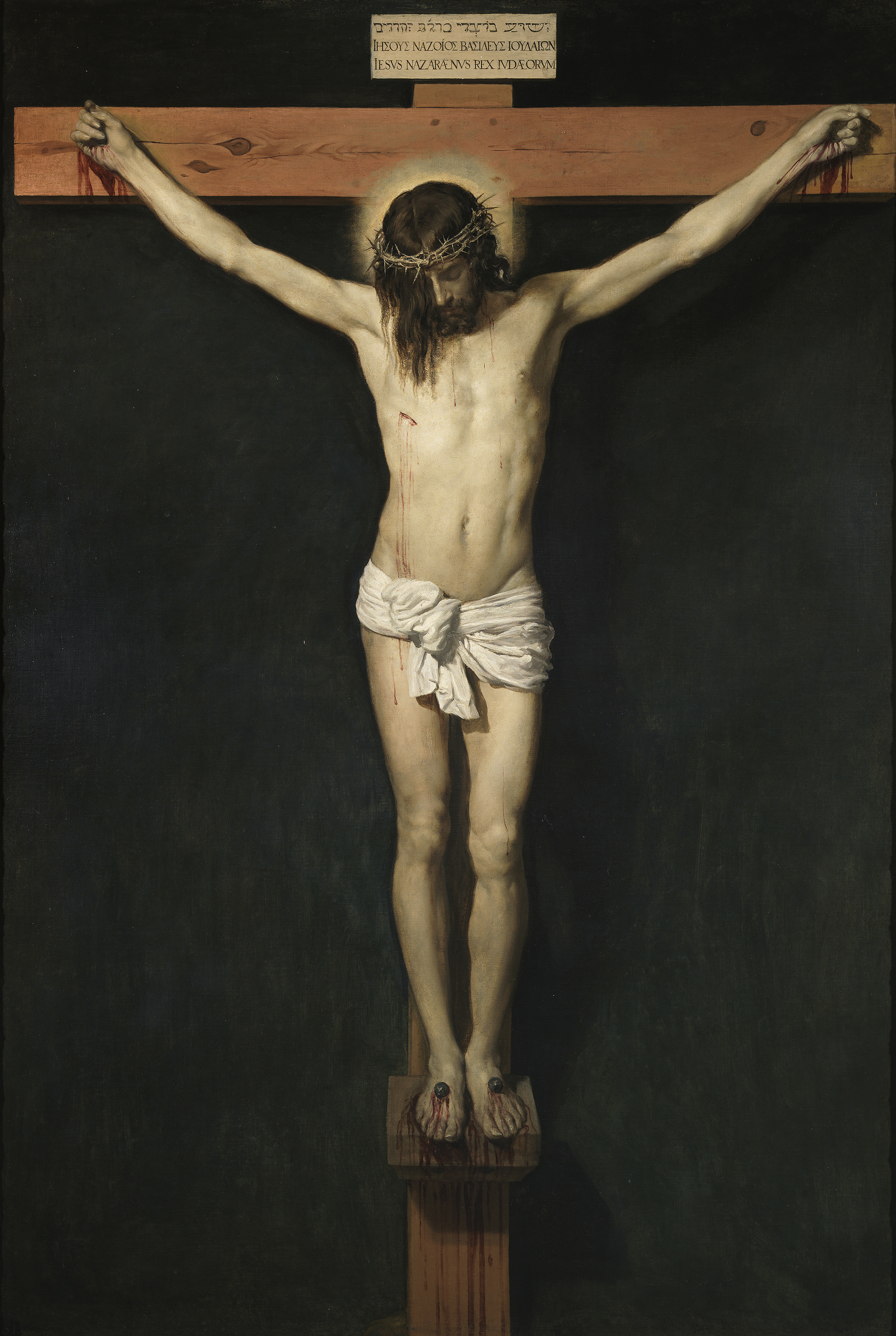
Cristo crucificado, de Diego Velázquez (siglo).

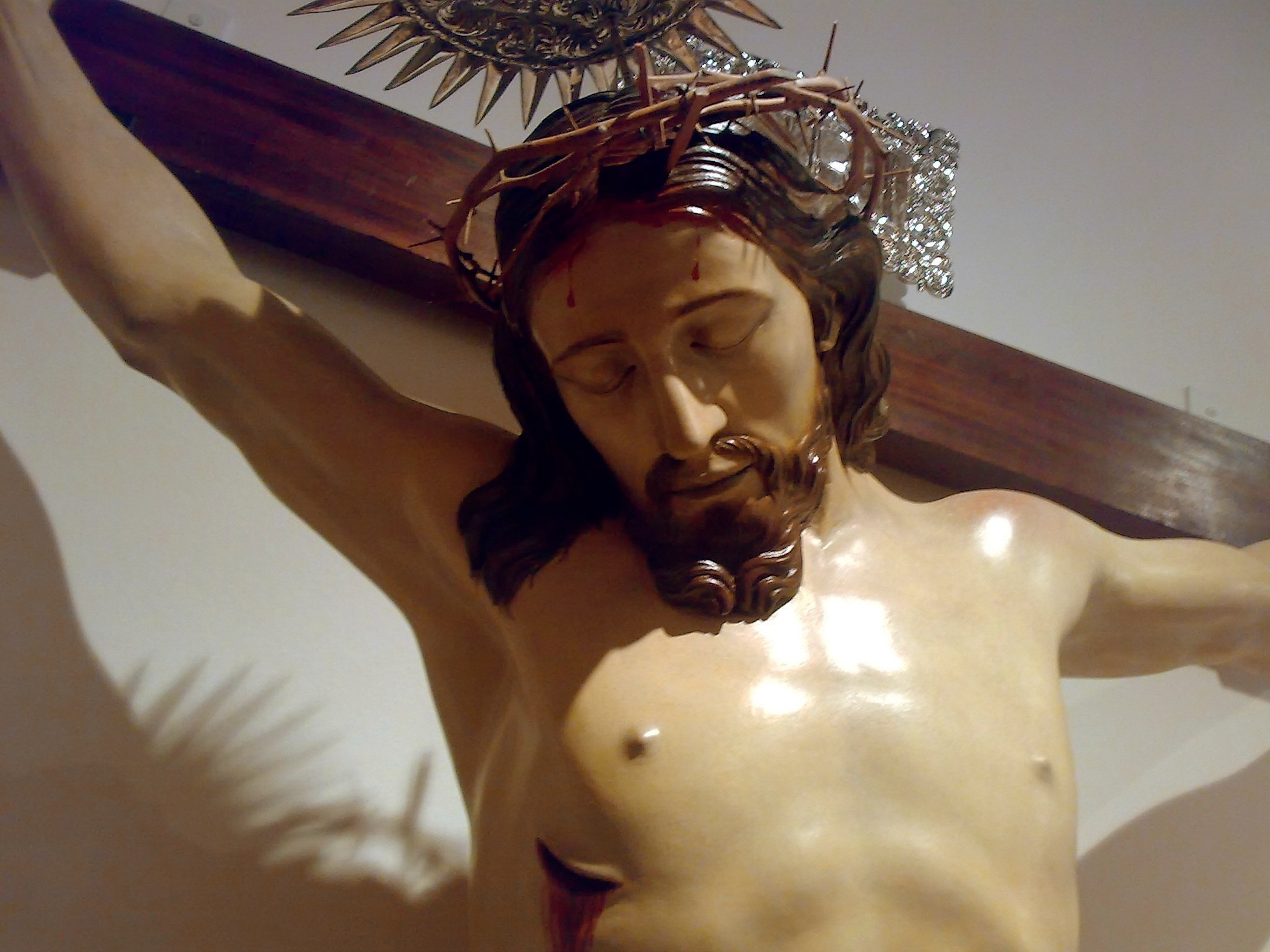
Detalle del semblante de Cristo recién muerto, obra de José Luján Pérez, 1793.

Jesús fue azotado, lo vistieron con un manto rojo, le pusieron en la cabeza una corona de espinas y una caña en su mano derecha. Los soldados romanos se burlaban de él diciendo: «Salud, rey de los judíos».
Fue obligado a cargar la cruz en la que iba a ser crucificado hasta un lugar llamado Gólgota, que en arameo significa ‘lugar del cráneo’. Le ayudó a llevar la cruz un hombre llamado Simón de Cirene.
Dieron de beber a Jesús vino con hiel. Él probó pero no quiso tomarlo. Tras crucificarlo, los soldados se repartieron sus vestiduras. En la cruz, sobre su cabeza, pusieron un cartel en arameo (יֵשׁוּ נָצְרַת מלך היהודים [Yeshu’a HaNatzrat Melech HaYehudim’]), griego (Ἰησοῦς ὁ Ναζωραῖος ὁ Bασιλεὺς τῶν Ἰουδαίων) y latín con el motivo de su condena: «Este es Jesús, el rey de los judíos», que a menudo en pinturas se abrevia INRI (Iesus Nazarenus Rex Iudaeorum, literalmente ‘Jesús Nazareno, el rey de los judíos’). Fue crucificado entre dos ladrones.
Hacia las tres de la tarde, Jesús exclamó: «Elí, Elí, lemá sabactani», que, según el Evangelio de Mateo y el Evangelio de Marcos, en arameo significa: ‘Dios mío, Dios mío, ¿por qué me has abandonado?’.
Las palabras finales de Jesús difieren en los otros dos evangelios. También hay diferencia entre los evangelios en cuanto a qué discípulos de Jesús estuvieron presentes en su crucifixión: en Mateo y Marcos, son varias de las mujeres seguidoras de Jesús; en el Evangelio de Juan se menciona también a la madre de Jesús y al «discípulo a quien amaba» (según la tradición cristiana, se trataría del apóstol Juan, aunque en el texto del evangelio no se menciona su nombre).

#### Sepultura
Un seguidor de Jesús, llamado José de Arimatea, solicitó a Pilato el cuerpo de Jesús la misma tarde del viernes en que había muerto, y lo depositó, envuelto en una sábana, en un sepulcro excavado en la roca. Cubrió el sepulcro con una gran piedra.
Según el Evangelio de Mateo (no se menciona en los otros evangelios), al día siguiente, los «príncipes de los sacerdotes y los fariseos» pidieron a Pilato que colocase frente al sepulcro una guardia armada, para evitar que los seguidores de Jesús robasen su cuerpo y difundieran el rumor de que había resucitado. Pilato accedió.

### Resurrección y ascensión

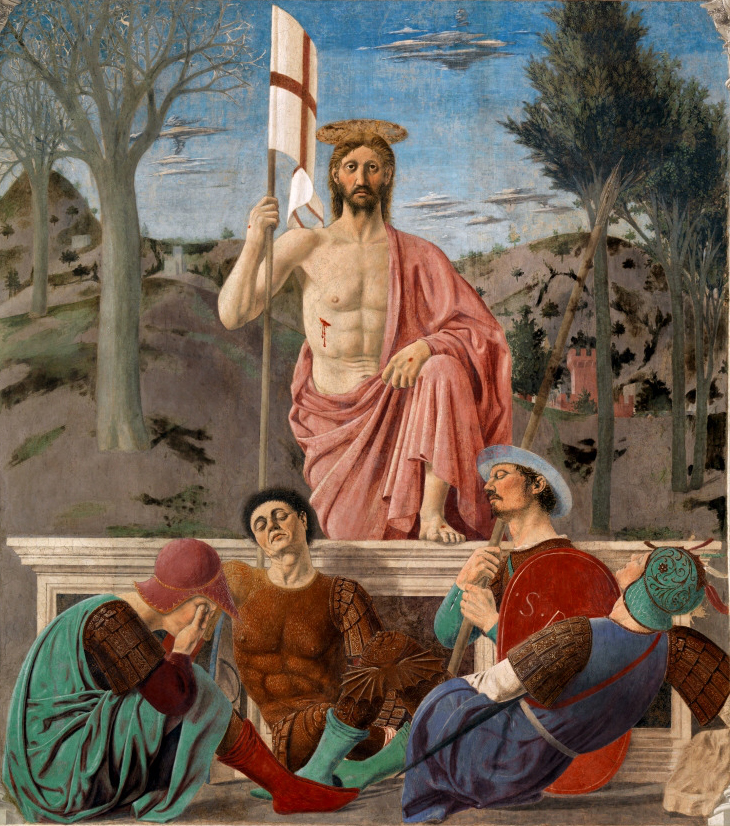
La resurrección de Cristo, por Piero della Francesca (siglo).

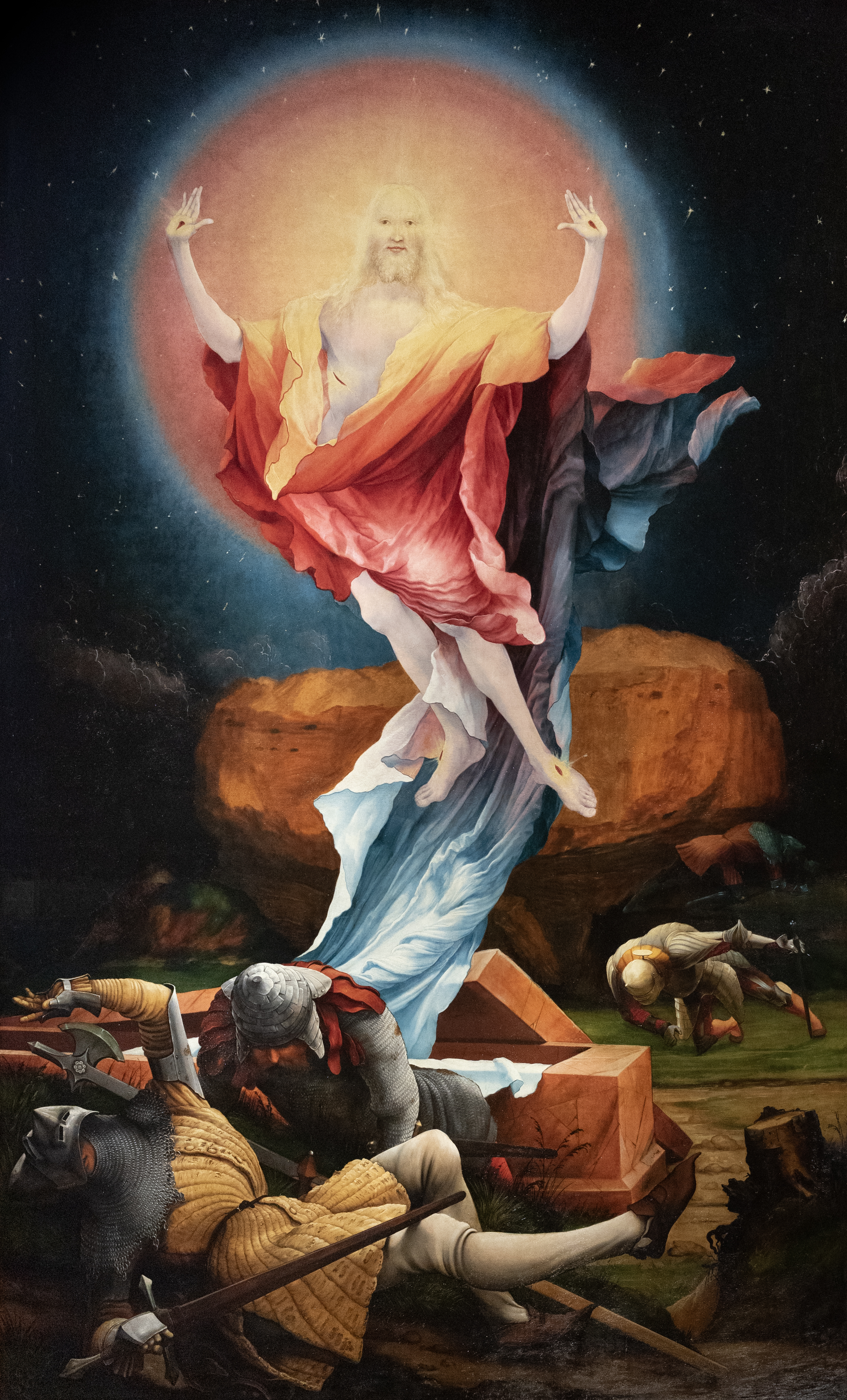
La resurrección de Cristo, en el Retablo de Isenheim, por el pintor alemán Matthias Grünewald (siglo).

Los cuatro evangelios relatan que Jesús resucitó de entre los muertos al tercer día después de su muerte y se apareció a sus discípulos en varias ocasiones.
En todos ellos, la primera en descubrir la resurrección de Jesús es María Magdalena. Dos de los evangelios (Marcos y Lucas) relatan también su ascensión a los cielos. Los relatos sobre Jesús resucitado varían, sin embargo, según los evangelios:
- En el Evangelio de Mateo, María Magdalena y «la otra María» fueron al sepulcro en la mañana del domingo. Sobrevino un terremoto, y un ángel vestido de blanco removió la piedra del sepulcro y se sentó sobre ella. Los guardias, que presenciaron la escena, temblaron de miedo y «se quedaron como muertos» (Mt 28, 1-4). El ángel anunció a las mujeres la resurrección de Jesús, y les encargó que dijeran a los discípulos que fueran a Galilea, donde podrían verlo. Al regresar, el propio Jesús les salió al encuentro, y les repitió que dijeran a los discípulos que fueran a Galilea (Mt 28, 5-10). Entretanto, los guardias avisaron a los príncipes de los sacerdotes de lo ocurrido. Estos los sobornaron para que divulgaran la idea de que los discípulos de Jesús habían robado su cuerpo (Mt 28, 11-15). Los once apóstoles fueron a Galilea, y Jesús les hizo el encargo de predicar el evangelio (Mt 28, 16-20).

- En el Evangelio de Marcos, tres seguidoras de Jesús, María Magdalena, María la de Santiago y Salomé, fueron al sepulcro el domingo, muy de mañana, con la intención de ungir a Jesús con perfumes (Mc 16, 1-2). Vieron que la piedra que cubría el sepulcro estaba removida. Dentro del sepulcro, descubrieron a un joven vestido con una túnica blanca, quien les anunció que Jesús había resucitado, y les ordenó que dijesen a los discípulos y a Pedro que fuesen a Galilea para allí ver a Jesús. Se indica que María y sus compañeras no dijeron nada a nadie, pues tenían miedo (Mc 16, 3-8). A continuación, se dice que Jesús se apareció a María Magdalena (sin mencionar a las otras mujeres), y que esta dio al resto de los seguidores de Jesús la buena noticia, pero no fue creída (Mc 16, 9-11). Jesús volvió a aparecerse, esta vez a dos que iban de camino: cuando estos discípulos contaron lo ocurrido, tampoco se les creyó (Mc 16, 12-13). Finalmente, se apareció a los once apóstoles, a los que reprendió por no haber creído en su resurrección. Les encomendó predicar el evangelio, y subió a los cielos, donde está sentado a la derecha de Dios (Mc 16, 14-20).[Nota 17]

- En el Evangelio de Lucas, algunas mujeres, María Magdalena, Juana y María de Santiago, y otras cuyos nombres no se mencionan, acudieron al sepulcro para ungir a Jesús con perfumes. Encontraron removida la piedra del sepulcro, entraron en él y no encontraron el cuerpo (Lc 24, 1-3). Entonces se les aparecieron dos hombres con vestiduras deslumbrantes, quienes les anunciaron la resurrección de Jesús (Lc 24, 4-7). Las mujeres anunciaron la resurrección a los apóstoles, pero estos no las creyeron (Lc 24,8-11), excepto Pedro, que fue al sepulcro y comprobó que el cuerpo había desaparecido (Lc 24, 12). Ese mismo día, Jesús se apareció a dos discípulos que caminaban de Jerusalén a Emaús, que lo reconocieron en el momento de la fracción del pan (Lc 24, 13-35). Poco después se presentó ante los once, que creyeron que se trataba de un espíritu, pero les demostró que era él en carne y huesos, y comió en su presencia (Lc24,36-43). Les explicó el sentido de su muerte y resurrección (Lc 24,44-49), y, más tarde, los llevó cerca de Betania, donde ascendió al cielo (Lc 24,50-53).

- En el Evangelio de Juan, María Magdalena fue al sepulcro muy de madrugada y descubrió que la piedra había sido removida. Corrió en busca de Pedro y del «discípulo a quien Jesús amaba» para avisarles (Jn 20,1-2). Los dos corrieron hacia el sepulcro. El discípulo amado llegó primero, pero no entró en el sepulcro. Pedro entró primero y vio las fajas y el sudario, pero no el cuerpo. El otro discípulo entró después, «y vio y creyó» (Jn 20, 3-10). Magdalena se quedó fuera, y se le aparecieron dos ángeles vestidos de blanco. Le preguntaron: «¿Por qué lloras, mujer?», y ella contestó: «Porque han tomado a mi Señor y no sé dónde lo han puesto». Se volvió hacia atrás, y vio a Jesús resucitado, quien le preguntó a su vez por qué lloraba. Magdalena lo confundió con el hortelano, y le preguntó dónde había puesto a Jesús. Jesús la llamó: «¡María!», y ella lo reconoció, respondiendo: «¡Rabbuní!». Jesús le pidió que no lo tocara, ya que aún no había subido al Padre, y pidió que avisara a sus hermanos de que iba a subir al Padre. Magdalena fue a anunciar lo ocurrido a los discípulos (Jn 20, 11-18). Ese mismo día, por la tarde, Jesús se apareció al lugar en que los discípulos se encontraban ocultos por temor de los judíos. Les saludó diciendo «La paz sea con vosotros», les mostró la mano y el costado, y, soplando, les envió el Espíritu Santo. Uno de los once, Tomás, no estaba con el resto cuando tuvo lugar la aparición de Jesús, y no creyó que el aparecido fuera realmente Jesús (Jn 20, 19-25). Ocho días después, Jesús volvió a aparecerse a todos los discípulos, incluido Tomás. Para vencer su incredulidad, Jesús le dijo que tocara su mano y su costado. Tomás creyó en él (Jn 20, 26-29). Más adelante, Jesús volvió a aparecerse a siete de sus discípulos cuando estaban pescando junto al mar de Tiberíades. No habían pescado nada; les pidió que volvieran a echar la red y la sacaron llena de peces. Entonces lo reconocieron, y comieron con él panes y peces (Jn 21,1-14). Tras esto, se relata una conversación entre Jesús y Pedro, en la que interviene también el «discípulo amado» (Jn 21,15-23).

### Profecías en el Antiguo Testamento concernientes a Jesús
Según los autores del Nuevo Testamento, la vida de Jesús supuso el cumplimiento de algunas profecías formuladas en ciertos libros del Antiguo Testamento. Los libros bíblicos más citados en este sentido por los primeros cristianos fueron Isaías, Jeremías, los Salmos, Zacarías, Miqueas y Oseas. Para los autores del Nuevo Testamento, en una visión compartida por los cristianos posteriores, en estos textos se anuncia la venida de Jesús de Nazaret, que sería el Mesías que esperaba el pueblo de Israel. A menudo los redactores de los evangelios, sobre todo el autor del Evangelio de Mateo, citan explícitamente estos textos para subrayar el cumplimiento de estas profecías en la vida y muerte de Jesús. Entre otras cosas, consideran que fueron profetizadas las circunstancias y el lugar de nacimiento de Jesús (Is 7,14; Miq 5,2); su relación con Galilea (Is 9,1); su condición mesiánica (Is 9, 6-7; Is 11, 1-9; Is 15, 5); el papel de precursor de Juan el Bautista (Is 40,3) e incluso su pasión y muerte sacrificial (a este respecto se citan sobre todo cuatro poemas, incluidos en el Deutero Isaías (o Segundo Isaías), que presentan la figura de un siervo de Yahvé, a cuyo sacrificio se atribuye un valor redentor, pero también otros muchos pasajes.
Los judíos, que también consideran sagrados estos libros, no aceptan la creencia cristiana de que estas profecías se refieren a Jesús de Nazaret. Para la investigación histórica actual, el principal interrogante es hasta qué punto estos libros contribuyeron a moldear los relatos evangélicos.

## Jesús según la investigación histórica
En el estado actual de conocimientos acerca de Jesús de Nazaret, la opinión predominante en medios académicos es que se trata de un personaje histórico, cuya biografía y mensaje experimentaron modificaciones por parte de los redactores de las fuentes. Existe, sin embargo, una minoría de estudiosos que, desde una crítica radical de las fuentes, consideran probable que Jesús ni siquiera fuese un personaje histórico real, sino una entidad mítica, similar a otras figuras objeto de culto en la Antigüedad.